# Stade du PLGC
Le stade du PLGC, également connu sous le nom complet de stade du patronage laïc Georges-Clemenceau, est un stade omnisports (servant principalement pour le football et l'athlétisme) néo-calédonien situé à l'Artillerie, quartier de Nouméa, le chef-lieu de l'archipel.
Le stade, doté de 450 places et inauguré en 1938, servait d'enceinte à domicile à l'équipe de football du patronage laïc Georges-Clemenceau.

## Histoire
Situé dans le quartier de l'Artillerie, près de la baie de la Moselle, le stade ouvre ses portes en 1938, après avoir été construit sur une partie de deux terrains dont disposait le collège Lapérouse, tout proche. Il est inauguré le 21 août 1938. Il porte le nom du patronage laïc Georges-Clemenceau (dit le PLGC), ancien club du quartier qui utilisait le stade.
Il sert de stade d'entraînement durant les Jeux du Pacifique Sud de 1987.
Il est entièrement rénové en 2009.
Il sert de stade officiel pour la compétition féminine de football durant les Jeux du Pacifique de 2011.
Une nouvelle piste d'athlétisme est inaugurée en 2020 pour un coût total de rénovation de 8,7 millions de francs CFP.

## Événements
- 1987 : Jeux du Pacifique Sud (stade d'entraînement)
- 2011 : Jeux du Pacifique Sud (football féminin)

### Concerts
| Lucky Dube | 1996 |